# Maiak, Melitopol
Maiak (în ucraineană Маяк) este un sat în comuna Novhorodkivka din raionul Melitopol, regiunea Zaporijjea, Ucraina.

## Demografie
Componența lingvistică a localității Maiak
     Ucraineană (54,95%)
     Rusă (45,05%)
Conform recensământului din 2001, majoritatea populației localității Maiak era vorbitoare de ucraineană (54,95%), existând în minoritate și vorbitori de rusă (45,05%).